# Rumeljana Bonczewa
Rumeljana Stefanowa Bonczewa (bułg. Румеляна Стефанова Бончева; ur. 25 kwietnia 1957 w Warnie) – bułgarska wioślarka, brązowa medalistka olimpijska i trzykrotna medalistka mistrzostw świata.

## Kariera
Wystąpiła na igrzyskach olimpijskich w Moskwie w 1980, gdzie osada Bułgarii w składzie: Mariana Serbezowa, Rumeljana Bonczewa, Dołores Nakowa, Anka Bakowa i Anka Georgiewa (sternik) zdobyła brązowy medal w czwórkach podwójnych ze sternikiem. W finale uplasowały się o 0,78 sekundy za osadą NRD i o 0,37 sekundy za osadą ZSRR. Był to jej jedyny start olimpijski. 
Ponadto w tej samej konkurencji wywalczyła złoto na mistrzostwach świata w Cambridge (1978), srebro na mistrzostwach świata w Bledzie (1979) oraz brąz na mistrzostwach świata w Amsterdamie (1977).